# Axel Ramm
Anders Axel Ramm, född 3 september 1858 i Nässjö socken, Jönköpings län, död 1 juli 1929 i Göteborg, var en svensk stadsrevisor och författare. 
Ramm var son till folkskolläraren Carl Daniel Peterson. Han avlade mogenhetsexamen i Jönköping 1876 och var därefter verksam som lärare på olika håll. Han blev student vid Lunds universitet 1876 och filosofie kandidat 1888. Han var tillförordnad stadsrevisor i Göteborg 1890–1892 och ordinarie stadsrevisor 1893–1926. Han var verksam som sekreterare och styrelseledamot i en mängd föreningar i företagi i Göteborg. Han var även verksam som författare i ekonomiska och topografiska ämnen samt medarbetare i tidningar och tidskrifter.